# Pedro Ercílio Simon
Dom Pedro Ercílio Simon (Ibiaçá, 9 de setembro de 1941 - Passo Fundo, 1 de junho de 2020) foi um arcebispo católico, emérito da Arquidiocese de Passo Fundo.

## Biografia
Foi ordenado sacerdote no dia 12 de dezembro de 1965 e ordenado bispo a 30 de dezembro de 1990. Foi bispo coadjutor em Cruz Alta entre 1991 e 1995. Desde o dia 30 de junho de 1995 até o dia 16 de setembro de 1998 foi Bispo diocesano de Uruguaiana. Em 17 de novembro de 1998 tomou posse como Bispo coadjutor em Passo Fundo. Substituiu Dom Urbano José Allgayer, assumindo como bispo de Passo Fundo no dia 19 de maio de 1999.
De 2007 a maio de 2011 foi membro da Comissão Episcopal Pastoral para o Ecumenismo e o Diálogo Inter-religioso da CNBB. No dia 13 de abril de 2011 o Papa Bento XVI o elevou a dignidade de arcebispo, data da criação da Província Eclesiástica de Passo Fundo.
No dia 16 de dezembro de 2011 recebeu o título de Cidadão Sertaniense.
Aos 11 de julho de 2012 o Papa Bento XVI aceitou seu pedido de renúncia, por motivo de saúde, ao governo da Arquidiocese de Passo Fundo.
Faleceu no dia 1 de junho de 2020 na Cidade de Passo Fundo - RS com 78 anos de idade..